# Émile Burnat
Pour les articles homonymes, voir Burnat.
Émile Burnat, né à Vevey le 31 octobre 1828 et mort le 31 août 1920, est un ingénieur et botaniste vaudois.

## Biographie
Émile Burnat, fait ses premières études à Vevey puis s'installe à Genève en 1845 suivant les cours de l'Académie et où il travaille en particulier les mathématiques avec le professeur Abraham Pascalis.
En 1847 Émile Burnat entre à l'École centrale de Paris dont il sort en 1851, avec le diplôme d'ingénieur, premier ex aequo avec Léon Isidore Molinos dans la spécialité des métallurgistes. Cédant aux propositions de son oncle Jean Dollfus, il accepte d'entrer dans l'établissement Dollfus-Mieg et Compagnie à Mulhouse.
En 1868 Émile Burnat quitte l'industrie pour se retirer à Nant-sur-Vevey, dans la propriété léguée par son grand-père (1865). Commence alors une nouvelle phase de la vie de l'ingénieur. Ce dernier reprend goût à l'étude de la botanique qu'il a développée durant ses études à Genève. À partir de 1870 ses voyages l'amènent à voyager et approfondir ses études floristiques. Lors d'un séjour à Cannes, il rencontre les botanistes Gustave Adolphe Thuret et Jean-Baptiste Édouard Bornet, ces derniers l'engagent pour l'étude de la flore des Alpes maritimes. Il complète son herbier et développe sa collection d'ouvrages scientifiques.
En 1917, son herbier compte plus de 210 000 numéros et sa bibliothèque plus de 2 600 volumes. Participant activement à la vie locale, il est membre du Conseil communal de Corsier de 1874 à 1917, député au Grand Conseil de 1876 à 1884, juge au Tribunal de district de Vevey de 1875 à 1876. Les universités de Lausanne et Zurich lui décernent le grade de docteur Honoris causa à l'occasion de son 80e anniversaire. En janvier 1914 la France le fait chevalier de la Légion d'honneur.

### Sources
- « Émile Burnat », sur la base de données des personnalités vaudoises sur la plateforme « Patrinum » de la Bibliothèque cantonale et universitaire de Lausanne.
- J. Briquet, Journal de Genève, 1920/09/06 Photographie Boissonnas, Genève Patrie suisse, (A. Bonard) 1908, no 395, p. 265-266
- Cavillier, François Notice biographique sur Emile Burnat (1828-1920) In: Bulletin de la Murithienne. - Sion. - Fasc. 41(1919-1920), p. 104-111